# Solanum pseuderanthemoides
Solanum pseuderanthemoides är en potatisväxtart som beskrevs av Rudolf Schlechter. Solanum pseuderanthemoides ingår i släktet skattor som ingår i familjen potatisväxter. Inga underarter finns listade i Catalogue of Life.